# Gomphurus septima
Gomphurus septima är en trollsländeart. Gomphurus septima ingår i släktet Gomphurus och familjen flodtrollsländor.

## Underarter
Arten delas in i följande underarter:
- G. s. septima
- G. s. delawarensis